# Крик 7
«Крик 7» (англ. Scream 7) — майбутній американський слешер, який є продовженням фільму «Крик 6» (2023) і сьомою частиною серії фільмів «Крик». У фільмі знімаються Нів Кемпбелл, Кортні Кокс, Мейсон Гудінг, Джасмін Савой Браун, Девід Аркетт і Роджер Джексон, які повторюють свої ролі з попередніх фільмів, а також Ізабель Мей і Джоель Макгейл. Його режисером став творець франшизи Кевін Вільямсон, а сценарій написав Гай Бьюсік за оповіданням Джеймса Вандербільта та Бьюсіка.
Після виходу режисерів фільмів «Крик» (2022) і «Крик 6» Метт Беттінеллі-Олпін і Тайлер Гіллетт у серпні 2023 року Крістофера Лендона було найнято зняти сьомий фільм «Крик». Однак після відходу зірок Мелісси Баррери та Дженни Ортеги наприкінці 2023 року фільм пройшов творче переоснащення, а Лендон також покинув проект. У березні 2024 року Кемпбелл підтвердила своє повернення до франшизи після відсутності в «Крику 6», а Вільямсона найняли зняти «Крик 7» після того, як він був сценаристом і продюсером перших фільмів серії. Зйомки почалися в січні 2025 року.
Прем'єра фільму «Крик 7» у Сполучених Штатах запланована на 27 лютого 2026 року компанією Paramount Pictures.

## Акторський склад
- Нів Кемпбелл — Сідні Прескотт
- Кортні Кокс — Гейл Везерс
- Мейсон Гудінг — Чед Мікс-Мартін
- Джасмін Савой Браун – Мінді Мікс-Мартін
- Роджер Джексон — голос Примарного обличчя
- Ізабель Мей — дочка Сідні
- Джоель Макгейл — Марк Еванс, чоловік Сідні
- Девід Аркетт — Дьюї Райлі

Меттью Ліллард і Скотт Фолі, які зіграли Стю Мачера і Романа Бріджера у фільмах «Крик» (1996) і «Крик 3» (2000), зіграють у фільмі нерозголошені ролі, а також з'являться: Анна Кемп, Марк Консуелос, Ітан Ембрі, Аса Германн , Маккенна Грейс, Селеста О'Коннор і Сем Рехнер.

## Виробництво

### Розробка
Під час прем’єри фільму «Крик 6» (2023) співрежисер Метт Беттінеллі-Олпін сказав: «Ми хочемо дивитися  фільми про «Крик»  усе життя, незалежно від того, беремо ми участь у цьому чи ні». і Беттінеллі-Олпін, і співрежисер Тайлер Гіллетт раніше висловили зацікавленість у грудні 2022 року в тому, щоб повернути персонажа Нів Кемпбелл Сідні Прескотт у майбутніх сиквелах, після того як Кемпбелл відмовилася повернутися в «Крик 6» через суперечку щодо оплати з продюсерами фільму.
У серпні 2023 року Беттінеллі-Олпін і Джиллет вийшли з проекту через конфлікти розкладу з фільмом «Ебігейл» (2024). На їхнє місце найняли Крістофера Лендона. Того ж місяця попереднє виробництво було призупинено через страйк SAG-AFTRA 2023 року. 21 листопада 2023 року було повідомлено, що Мелісса Баррера була звільнена з сьомої частини фільму через її коментарі про війну Ізраїлю та ХАМАС у 2023 році. Наступного дня Deadline Hollywood повідомив, що Дженна Ортега пішла з фільму через початок зйомок телесеріалу в «Венздей». Тоді повідомлялося, що фільм пройде творче переоснащення з наміром повернути інших акторів із франшизи, таких як Кемпбелл, разом із Патріком Демпсі, який зіграв Марка Кінкейда у «Крику 3» (2000). У грудні 2023 року Лендон оголосив, що він офіційно покинув фільм за кілька тижнів до цього.

### Кастинг
У березні 2024 року Нів Кемпбелл написала у своєму акаунті в Instagram, що повернеться до ролі Сідні Прескотт. Вона також підтвердила, що Кевін Вільямсон, сценарист і продюсер попередніх фільмів «Крик», буде режисером за сценарієм Гая Бьюсіка, заснованого на історії Бьюсіка та Джеймса Вандербільта. Повернення Кемпбелл підтримали багато її колег по кіно, включаючи Девіда Аркетта. Пізніше того ж місяця Кортні Кокс і Патрік Демпсі вели переговори щодо повторення своїх відповідних ролей Гейл Везерса та Кінкейда. У листопаді Ізабель Мей була обрана на роль доньки Сідні. У грудні Селеста О'Коннор, Аса Германн, Маккенна Грейс, Сем Рехнер і Анна Кемп приєдналися до акторського складу в невідомих ролях. Того ж місяця Мейсон Гудінг і Кокс підписали контракт на повторне виконання своїх ролей з попередніх фільмів. У січні 2025 року було оголошено, що Роджер Джексон повернеться у фільмі та Джоель Макгейл був обраний у фільмі на роль чоловіка Сідні Марка Еванса, Джасмін Савой Браун повторить свою роль, Меттью Ліллард повернеться у фільмі в ролі Стю Мачер, а Марк Консуелос і Скотт Фолі отримав нерозголошені ролі. У лютому до акторського складу приєднався Ітан Ембрі. На початку березня 2025 року було офіційно оголошено повернення Девіда Аркетта в ролі Дьюї Райлі.

### Зйомки
Основні зйомки почалися під робочою назвою Scar Tissue в Атланті , штат Джорджія, 7 січня 2025 року і мали тривати до 12 березня. За словами Кемпбелла, зйомки мали розпочатися у вересні 2024 року, а потім були відкладені до грудня 2024 року через проблеми з графіком.

## Реліз
Прем'єра «Крику 7» у Сполучених Штатах запланована на 27 лютого 2026 року.